# Utakata Saturday Night! / The Vision / Tokyo to Iu Katasumi
Singles par Morning Musume
Tsumetai Kaze to Kataomoi / Endless Sky / One and Only
(2015) Sexy Cat no Enzetsu / Mukidashi de Mukiatte / Sō ja nai
(2016)
Utakata Saturday Night! / The Vision / Tokyo to Iu Katasumi (泡沫サタデーナイト！／The Vision／Tokyoという片隅) est le titre officiel du 61e single de Morning Musume, en fait attribué à "Morning Musume。'16".

## Présentation
Le single, majoritairement écrit, composé et produit par Tsunku, sort le 11 mai 2016 au Japon sur le label zetima, quatre mois après le précédent single du groupe, Tsumetai Kaze to Kataomoi / Endless Sky / One and Only. Il atteint la 2e place du classement hebdomadaire des ventes de l'Oricon.
C'est le premier disque (audio) que sort le groupe sous son appellation temporaire "Morning Musume '16" (モーニング娘。’16, prononcé « one six ») utilisée durant l'année 2016. C'est aussi le premier à sortir après le départ de Riho Sayashi en début d'année, et c'est le dernier avec Kanon Suzuki qui le quittera fin mai. C'est son sixième single "triple face A" officiel (et le cinquième d'affilée), contenant trois chansons principales et leurs versions instrumentales (Utakata Saturday Night!, The Vision, et Tokyo to Iu Katasumi). Le disque avait été annoncé dès le mois de mars, initialement sous le titre provisoire Tokyo to Iu Katasumi / The Vision / Utakata Saturday Night! qui sera modifié le mois suivant à la suite de la décision d'inverser deux des titres. 
Tout comme pour la chanson Oh My Wish! sorti l'an passé, le groupe est divisé en deux, avec un groupe de 3 danseuses qui ne chantent pas du tout. Il s'agit de Mizuki Fukumura, d'Erina Ikuta et d'Ayumi Ishida
Le single sort en trois éditions régulières différentes notées "A", "B", et "C", avec des pochettes différentes et incluant une carte de collection (sur treize possible pour chaque édition de ce single : une de chacune des douze membres et une du groupe, en costumes de scène différents pour la "A", la "B" ou pour la "C"). Il sort également dans trois éditions limitées, notées "A", "B", et "C", avec des pochettes différentes et contenant chacune un DVD différent en supplément ainsi qu'un ticket de loterie pour participer à une rencontre avec le groupe. L'ordre des titres est le même sur toutes les éditions.

## Formation
Membres du groupe créditées sur le single :
- 9e génération : Mizuki Fukumura, Erina Ikuta, Kanon Suzuki (dernier single)
- 10e génération : Haruna Iikubo, Ayumi Ishida, Masaki Satō, Haruka Kudō
- 11e génération : Sakura Oda
- 12e génération : Haruna Ogata, Miki Nonaka, Maria Makino, Akane Haga

## Listes des titres
La première chanson est écrite et composée par Maisa Tsuno, et les deux suivantes par Tsunku. 
| 1. | Utakata Saturday Night! (泡沫サタデーナイト!)                    |  |
| 2. | The Vision                                                       |  |
| 3. | Tokyo to Iu Katasumi (Tokyoという片隅)                           |  |
| 4. | Utakata Saturday Night! (instrumental) (泡沫サタデーナイト! ...) |  |
| 5. | The Vision (instrumental)                                        |  |
| 6. | Tokyo to Iu Katasumi (instrumental) (Tokyoという片隅 ...)        |  |

| 1. | Utakata Saturday Night! (Music Video) (泡沫サタデーナイト! ...) |  |

| 1. | The Vision (Music Video) |  |

| 1. | Tokyo to Iu Katasumi (Music Video) (Tokyoという片隅 ...) |  |